# أر بي دي
 أر بي دي  (بالإسبانية: RBD) هي فرقة بوب لاتيني مكسيكية سابقة اكتسبت شعبية من المسلسل المكسيكي الشهير المتمرد  (بالإسبانية: Rebelde) الذي تم عرضه على قناة تيلفيزا منذ عام 2004 حتى 2006. تكونت هذه الفرقة من مجموعة من الفنانين الشباب عندما كانوا في بداياتهم وهم أناخي ودولسي ماريا ومايتي بيروني وألفونسو هيريرا وكريستوفر فون أوكرمان وكريستيان تشافيز. حققت فرقة أر بي دي نجاحًا دوليًا من عام 2004 حتى تفككها في عام 2009 ، كما باعوا أكثر من 15 مليون سجل في جميع أنحاء العالم ، مما جعلهم أحد أكثر الفنانين في الموسيقى اللاتينية الذين حققوا مبيعات عالية في جميع العصور.  
في نوفمبر 2004 ، أصدرت الفرقة ألبومها الاستوديو الأول ، Rebelde ، و حقق نجاحاً كبيراً. في سبتمبر 2005 ، أصدرت الفرقة ألبومها الثاني ، Nuestro Amor ، وتلقت أول ترشيح لجائزة غرامي اللاتينية في حفل 2006. في عام 2006 ، أصدرت الفرقة ألبومها الثالث ، Celestial ، وكان هذا أول ألبوم لهم يتم إصداره في جميع البلدان في وقت واحد. كانت الأغنية المنفردة الرئيسية للألبوم ، "Ser o Parecer"، على رأس قائمة أغاني بيلبورد اللاتينية الساخنة لمدة أسبوعين متتاليتين.   في نفس العام ، أصدرت الفرقة ألبومها الرابع ، والعمل الأول باللغة الإنجليزية بعنوان Rebels. في عام 2007 ، أصدرت الفرقة ألبومها الخامس Empezar Desde Cero ، الذي تم ترشيحه لجوائز غرامي اللاتينية. في عام 2009 ، أصدرت الفرقة ألبومها السادس والأخير ، تحت عنوان Para Olvidarte De Mí.
تشكلت فرقة أر بي دي رسمياً في 30 أكتوبر 2004، و أعلن الأعضاء في 15 أغسطس 2008، من خلال بيان صحفي، أنها ستتفكك في 10 مارس 2009. في سبتمبر 2020 ، أعلنت الفرقة أنها ستجتمع مرة أخرى من خلال حفلة موسيقية في ديسمبر في نفس العام ، وتم إصدار موسيقتهم على المنصات الرقمية في نفس الشهر. عاد فقط أربعة من الأعضاء الأصليين: مايتي بيروني وأناخي وكريستوفر فون أوكرمان وكريستيان تشافيز. بعد حوالي ثلاث سنوات، في 19 يناير 2023، أعلنوا أن جميع الأعضاء سيعودون لجولة لمرة واحدة، تحت عنوان Soy Rebelde Tour، باستثناء ألفونسو هيريرا.

## روابط خارجية
- الموقع الرسمي
- حساب فرقة أر بي دي على إنستغرام
- حساب فرقة أر بي دي على إكس
- قناة فرقة أر بي دي على يوتيوب